# Menocchio (film)
Menocchio è un film italiano del 2018 diretto da Alberto Fasulo.

## Trama
Il 28 settembre del 1583 il mugnaio Domenico Scandella detto Menocchio venne denunciato al Sant’Uffizio perché eretico e propugnatore di idee sediziose. Secondo l'anonima segnalazione, il rumore delle macine del suo mulino avrebbe protetto le riunioni d'una congregazione dei suoi seguaci che avrebbero potuto essere definiti anabattisti, ai quali il mugnaio dispensava opinioni sui sacramenti, sulla Chiesa, sulla natura divina di Cristo e sulla verginità della Madonna. Il processo si protrasse per molto tempo e fu anche rilasciato, dopo che egli convinse i prelati che certe opinioni erano fortemente radicate da una ancestrale cultura contadina nel territorio friulano. Venne però di nuovo incarcerato e sottoposto ad un nuovo processo e questa volta il cardinale Santori o Santorio, inviato dall'Inquisizione, il quale pretese che venisse giustiziato.

## Distribuzione
Il film è stato distribuito nelle sale cinematografiche italiane a partire dal 4 agosto 2018. Il film è stato selezionato per la 71º edizione del Locarno Film Festival ed ha vinto l'edizione Annecy Cinéma Italien del 2018. Il Sindacato Nazionale Critici Cinematografici Italiani (SNCCI) ha segnalato l'opera.